# Euryeidon musicum
Euryeidon musicum là một loài nhện trong họ Zodariidae.
Loài này thuộc chi Euryeidon. Euryeidon musicum được Pakawin Dankittipakul & Rudy Jocqué miêu tả năm 2004.